# Yao Yan
Yao Yan (chinesisch 姚燕, * 9. Dezember 1974) ist eine ehemalige Badmintonspielerin aus der Volksrepublik China.

## Karriere
Yao Yan wurde 1996 bei ihrer Olympiateilnahme Fünfte im Dameneinzel. Im Viertelfinale unterlag sie Bang Soo-hyun aus Südkorea mit 3:11 und 2:11.
1993 siegte sie bei den French Open. Dort gewann sie das Finale gegen Ye Zhaoying mit 11:7, 5:11 und 11:5. Die China Open gewann sie 1992. Bei der Asienmeisterschaft 1995 holte sie sich Silber.

## Sportliche Erfolge
| Saison | Veranstaltung      | Disziplin   | Platz | Name    |
| ------ | ------------------ | ----------- | ----- | ------- |
| 1992   | China Open         | Dameneinzel | 1     | Yao Yan |
| 1993   | French Open        | Dameneinzel | 1     | Yao Yan |
| 1995   | Asienmeisterschaft | Dameneinzel | 2     | Yao Yan |
| 1996   | Olympia            | Dameneinzel | 5     | Yao Yan |
| 1996   | Dutch Open         | Dameneinzel | 1     | Yao Yan |
| 1996   | Copenhagen Masters | Dameneinzel | 2     | Yao Yan |